# Bielefelder TG
Die Bielefelder TG (offiziell: Bielefelder Turngemeinde von 1848 e. V., kurz BTG) ist ein Sportverein aus Bielefeld. Der Verein wurde am 3. April 1848 gegründet und ist der älteste Sportverein der Stadt. Darüber hinaus zählt die BTG zu den ältesten Sportverein Westfalens. Die Vereinsfarben sind blau und weiß. Die Bielefelder TG hat (Stand: 23. Dezember 2017) etwa 3.500 Mitglieder in 35 Abteilungen und ist damit der viertgrößte Sportverein der Stadt.
Im Lacrosse spielen sowohl die Männer- als auch die Frauenmannschaft in der Bundesliga. Die Floorballmannschaft der Männer nahm fünfmal am Floorball Deutschland Pokal teil. Im Fechtsport ist die BTG Stützpunkt tragender Verein und betreibt sowohl Breiten- als auch Leistungssport.

## Geschichte

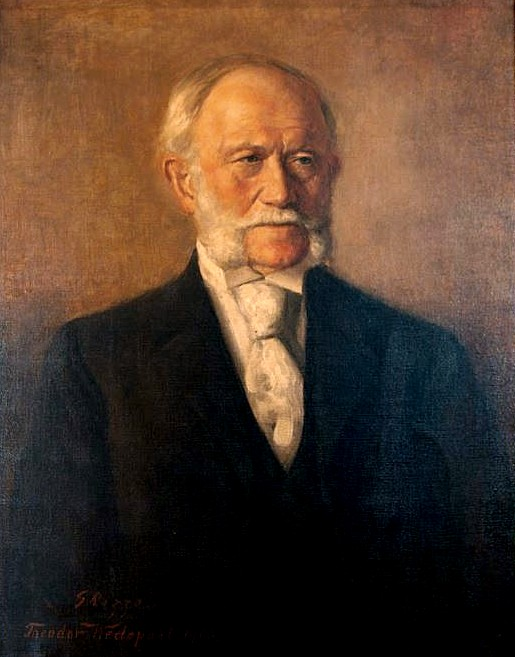
Ehrenvorsitzender Carl Albrecht Delius

Der Verein wurde am 3. April 1848 von 30 Bielefelder Bürgern im Gasthaus Berglust als Turnverein gegründet. Zu den Gründern gehörte unter anderem der Seidenwarenfabrikant Carl Albrecht Delius, der auch den Vereinsvorsitz übernahm. Im Jahre 1854 wurde dieser Verein aufgelöst und am 18. Oktober 1859 unter seinem heutigen Namen neu gegründet. Ein Jahr später weihte der Verein seine Turnhalle am Kesselbrink ein. Damit war die Bielefelder TG der erste Verein in Westfalen, der eine eigene Turnhalle besaß. 1870 musste der Verein diese Halle an die Stadt verkaufen. Im Jahre 1883 stiftete die Bielefelder TG die Jahnbüste am Jahnplatz in Erinnerung an den „Turnvater“ Friedrich Ludwig Jahn.

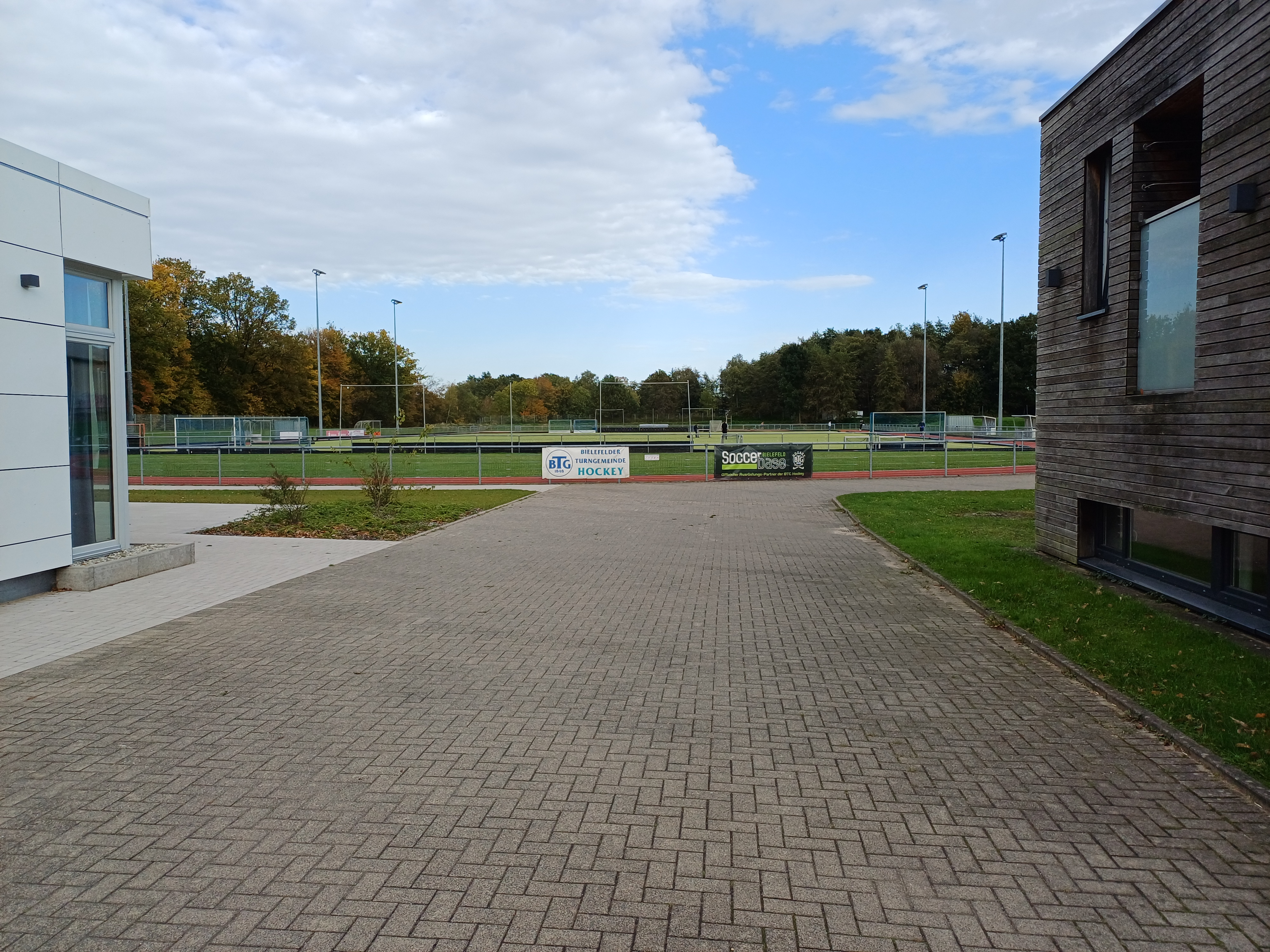
BTG-Kampfbahn

In den folgenden Jahren kamen weitere Abteilungen hinzu. Von 1908 bis 1912 bestand auch eine Fußballabteilung. Im Jahre 1919 fusionierte die Bielefelder TG mit dem 1. Bielefelder FC Arminia zur TG Arminia Bielefeld. Diese wurde am 22. Oktober 1922 auf Antrag der ehemaligen Arminia-Mitglieder wieder aufgelöst und beide Stammvereine wurden neu gegründet. 1933 schloss sich auf Druck der Nationalsozialisten der im Jahre 1893 gegründete MTV Bielefeld der Bielefelder TG an. Die zwischenzeitlich erbaute Turnhalle an der Paulusstraße wurde im Zweiten Weltkrieg zerstört. Im Jahre 1953 übernahm der Verein ein verwahrlostes Gelände am Brodhagen und errichtete dort drei Jahre später eine neue Kampfbahn sowie eine Turnhalle.
Im Jahre 1973 trat die Hockeyabteilung des Bielefelder TTC geschlossen der Bielefelder TG bei. Drei Jahre später richtete die BTG die deutschen Meisterschaften im Prellball aus. Im Jahre 2003 war die Bielefelder TG Ausrichter der deutschen Meisterschaften im Hallenhockey der männlichen B-Jugend. 2017 war die Bielefelder TG Gastgeber der deutschen Floorball-Kleinfeldmeisterschaft der Frauen.

## Abteilungen
Die Bielefelder TG umfasst die Abteilungen Badminton, Bujinkan, Deutsches Sportabzeichen, Fechten, Fit ab 75, Fit und Gesund, Floorball, Freilugya, Gewichtheben, Gymnastik (für Frauen, Männer, Sie und Er), Hip-Hop, Hockey, Judo, Karate, Kunstturnen, Lacrosse, Orientierungslauf, Leichtathletik, Leineweber Trachtengruppe, Line Dance, Parkour, Rehabilitationssport, Skaterhockey, Softball, Sport der Älteren, Taijiquan, Tennis, Tischtennis, Turnen, Volleyball, Wandern, Wirbelsäulenschonende Gymnastik und Yoga. In früheren Zeiten gab es auch eine Handballabteilung.

### Lacrosse

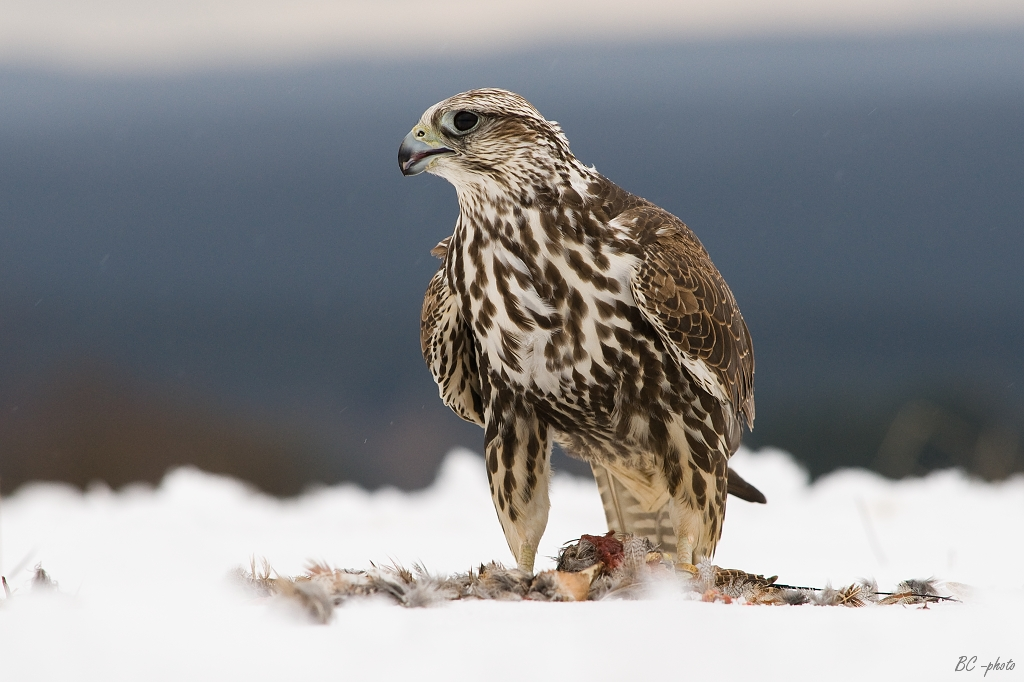
Namensgeber der Lacrossemannschaft: Der Sakerfalke

Die Lacrosseabteilung besteht seit 2001 und tritt unter dem Namen BTG Bielefeld Hawks (engl.: Falken) an. Heimspielstätte der Mannschaften ist die BTG-Kampfbahn am Brodhagen, wo auf Kunstrasen gespielt wird.
Die Männermannschaft gehörte im Jahre 2007 zu den Gründungsmitgliedern der Bundesliga. In den Jahren 2008 und 2010 wurden die Hawks jeweils Vizemeister der Nordgruppe und erreichten in den folgenden Play-offs jeweils den siebten Platz. 2012 stieg die Mannschaft ab und schaffte den direkten Wiederaufstieg. Die Frauenmannschaft gehörte 2007 ebenfalls zu den Gründungsmitgliedern der Bundesliga und wurde 2009 Vizemeister der Nordgruppe. In den Play-offs wurden die Hawks Dritte.

### Floorball
Die Floorballmannschaften treten unter dem Namen BTG Teutonia Bielefeld an. Sowohl die Männer- als auch die Frauenmannschaft treten in der drittklassigen Regionalliga West an. Die Frauenmannschaft qualifizierten sich bislang dreimal für die deutsche Kleinfeldmeisterschaft. Dabei belegten die Teutoninnen im Jahre 2016 Platz acht. Ein Jahr später erreichte die Mannschaft als Ausrichter Platz sechs. Im Jahre 2023 traten die Bielefelderinnen in einer Spielgemeinschaft mit dem Osnabrücker SC an und wurden Achte.
Die Männer nahmen fünfmal am Floorball Deutschland Pokal teil. Am erfolgreichsten war die Mannschaft bei der ersten Teilnahme in der Saison 2010/11, als die Teutonen im Achtelfinale an der SG BA Tempelhof aus Berlin scheiterten. 2011/12 und 2012/13 scheiterten die Bielefelder in der ersten bzw. zweiten Runde. In den Spielzeiten 2014/15 und 2015/16 scheiterte die Mannschaft jeweils in Runde zwei an der USV TU Dresden bzw. den TB Uphusen Vikings.

### Orientierungslauf
Rolf Breckle wurde 1996 deutscher Meister über die Kurzdistanz. Dazu kommen drei Vizemeisterschaften über diese Strecke und 1995 eine Vizemeisterschaft auf der Langstrecke. Axel Fischer wurde 2003 deutscher Meister auf der Langstrecke und 1997 deutscher Vizemeister auf der Kurzstrecke. Im Jahre 2006 wurde die BTG deutscher Vizemeister im Mannschaftswettbewerb.

### Leichtathletik

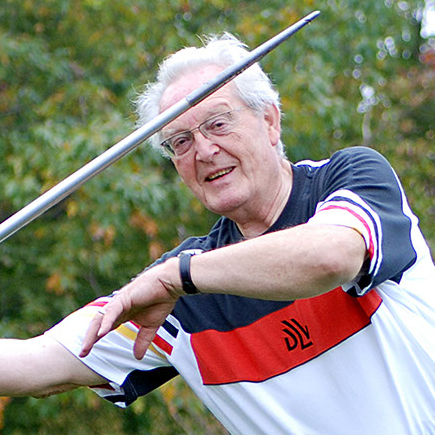
Wilhelm Modersohn (2010)

Elfriede Kirchhof belegte in den Jahren 1941, 1942 und 1943 jeweils den dritten Platz bei den deutschen Meisterschaften im Kugelstoßen. 1949 wurde Kurt Bonath Dritter über 800 Meter und Else Ostmann Dritte im 200-Meter-Lauf. Im Jahre 1976 belegte die 4-mal-400-Meter-Staffel der Frauen Platz fünf bei den deutschen Meisterschaften, während Mathilde Heuing im gleichen Jahr Sechste im 1500-Meter-Lauf wurde. Sigrid Wulsch wurde im Jahre 1983 Sechste über 800 Meter und ein Jahr später Vierte im 1500-Meter-Lauf. Ebenfalls 1984 wurde Steffi Böker Vierte im 3000-Meter-Lauf. 1975, 1976 und 1983 wurde die 3 × 800-m-Staffel der Frauen der BTG Dritter. Die Frauenmannschaft im Crosslauf wurde 1975 und 1976 deutscher Meister, 1978 deutscher Vizemeister sowie 1977, 1983 und 1984 jeweils Dritter.
Der Mittelstreckenläufer Paul Schmidt startete in den Jahren 1953 und 1954 für die Bielefelder TG. Schmidt wurde später achtmal deutscher Meister im 800-Meter-Lauf und nahm an den Olympischen Sommerspielen 1956 in Melbourne und 1980 in Rom teil. Der mehrfache deutsche Seniorenmeister im Wilhelm Modersohn startete für die Bielefelder TG.

### Fechten
Die Fechtabteilung gründete sich im Jahr 1927 neu. Bereits im Jahr 1877 wurde diese Sportart bei der BTG zum ersten Mal angeboten. Seit 2019 ist die Fechtabteilung der Bielefelder TG auch Landesleistungsstützpunkt in Westfalen und betreibt sowohl Breiten- als auch Leistungssport.

### Handball
Die Handballer der BTG wurden 1923 westdeutscher Vizemeister nach einer 0:5-Finalniederlage gegen TuRU Düsseldorf. Zwei Jahre später wurden die Bielefelder Westfalenmeister und scheiterten im Halbfinale um die westdeutsche Meisterschaft mit 1:3 am TV 1875 Seckbach.